# U Konopiště
U Konopiště je městský fotbalový stadion, na kterém hraje svá domácí utkání SK Benešov. Stadion se nachází v Benešově. V areálu se nachází dvě travnaté fotbalové plochy a hřiště s umělým trávníkem III. generace a s umělým osvětlením. Oficiální kapacita stadionu je 8 300 diváků (z toho 3 000 míst k sezení).
V sezóně 1994/95 se na stadionu hrála nejvyšší fotbalová ligová soutěž.